# نیکولو ماکیاولی
نیکولو دی برناردو دِی ماکیاولی (به ایتالیایی: Niccolò di Bernardo dei Machiavelli) (۳ مه ۱۴۶۹ – ۲۱ ژوئن ۱۵۲۷) فیلسوف سیاسی، شاعر، مورخ و نمایشنامه‌نویس ایتالیایی بود. او زندگی خود را صرف سیاست و میهن‌پرستی کرد. با این حال برخی او را به اتهام حمایت از حکومت اقتدارگرا و ستمگر همواره مورد حمله قرار داده‌اند. علت آن نوشتن کتابی به نام شهریار است که وی برای دودمان مدیچی از حاکمان فلورانس نوشته است. بی‌گمان، هیچ‌کس قبل از کارل مارکس به‌اندازهٔ ماکیاولی تأثیر انقلابی عظیمی بر فلسفهٔ سیاسی نداشته است و به‌حق باید وی را «پدر علم سیاست» لقب داد.

## محیط سیاسی زمانهٔ ماکیاولی
ماکیاولی زمانی می‌زیست که ایتالیا به‌طور کلی و فلورانس زادگاه او دستخوش آشفتگی‌های گسترده‌ای بودند. این آشفتگی‌ها جنبه‌های اجتماعی و سیاسی داشتند. در زمان او جنبشِ خواهان حکومت محدود، هم در کلیسا و هم در دولت که در دورهٔ شوراگرایی چنان پیشرفت شگرفی به وجود آورد، به‌کل نابود شد و جای خود را به هواداری از پادشاهی مقتدرانه داده بود.
استقرار نظام پادشاهی تقریباً همه نظام‌های آریستوکراتیک قاره اروپا را نابود می‌کرد. در این زمان دولت‌های بزرگ اروپا در سرزمین‌های خود پادشاهی‌های مقتدری تشکیل و سازمان داده بودند. هنری هفتم در انگلستان، لویی یازدهم، شارل هشتم و لویی دوازدهم در فرانسه و فرناندو در اسپانیا. این پادشاهی‌های مقتدر توانسته بودند قدرت سیاسی تشکل‌های آریستوکراتیک فئودال را به‌کل نابود کنند. اما ایتالیا هنوز تکان نمی‌خورد، و هیچ پیشرفتی نداشت. ایتالیا خانه‌ای بود که در درون تقسیم شده بود. ماکیاولی از این وضع کشورش ناراضی بود.
به نظر او رسید تنها راه حل ممکن اتحاد سراسری ایتالیا است، که فقط با رهبری شهریاری امکان‌پذیر است که در راه این هدف با از خود گذشتگی مصممانه اقدام کند و هیچ گونه ملاحظه انسان دوستانه، اخلاقی، دینی یا نوع‌پرستانه نباید در کارش سستی آورد.

## زندگی
نیکولو ماکیاولی در ۱۴۶۹ در فلورانس، یکی از پنج دولت ایتالیا به دنیا آمد. خانواده وی ادعای وابستگی به آریستوکراسی داشتند، اما ظاهراً هرگز در زمره آنها نبودند. این خانواده از سرمایه داران قدیمی توسکانی بودند و پدر ماکیاولی، مشاور حقوقی برجسته ای بوده است. دربارهٔ کودکی یا آموزش ماکیاولی چندان اطلاعی نیست. به نظر می‌رسد مطالعات زیادی در نوشته‌های کلاسیک ایتالیا و لاتین داشته است. اما سبک بی‌تکلف، نیرومند و ساده نوشته‌های ماکیاولی نشان می‌دهد که آموزش رسمی نداشته است.
ماکیاولی در ۱۵ ژوئن ۱۴۹۸ به‌طور رسمی به خدمت جمهوری فلورانس درآمد و دور کار سیاسی او آغاز شد. پیشرفت موقعیت ماکیاولی به علت علاقه‌مندی او به زندگی عمومی بسیار سریع بود. در همان سال، نایب رئیس دیوان جمهوری و بعد دبیر شورای ده نفری آزادی و صلح شد. این شورا مسئولیت آموزش نظامی، کارهای جنگ، اداره کارهای عمومی، مکاتبه با نمایندگی‌های فلورانس در کشورهای دیگر را بر عهده داشت. ماکیاولی ۱۴ سال، تا ۱۵۱۲ در این مقام بود. ماکیاولی در فرصت‌هایی به ماموریت‌های دیپلماتیک فرستاده شد. این وظیفه را او به دربارهای مختلف اروپا راه برد. در ۱۵۰۲ در یک مأموریت داخل ایتالیا با سزار بورژیا، دوک والنتینو و پسر پاپ الکساندر ششم آشنا شد و روش‌های حکومت داری او را مطالعه و بررسی کرد. سزار بورژیا در ۱۶ سالگی کاردینال شده بود، اما زندگی رومانی را رها کرده بود تا حکومتی نیرومند در مرکز ایتالیا پدیدآورد و در پی آن سراسر ایتالیا را یکپارچه کند؛ ماکیاولی هم که خواهان یگانگی و نیرومندی ایتالیا بود، شیفته او شد و «خوی و منش او راه پرورده مکتب رنسانس بود موافق سلیقه خود یافت. امید بست که سزار بورژیا به یاری بخت سراسر ایتالیا را به صورت کشوری یگانه درآورد.» (عالم، تاریخ فلسفه سیاسی غرب، صص۲۶–۲۵). بنابراین، سزار بورژیا، الگوی شهریار، شناخته‌ترین نوشته ماکیاولی شد. ماکیاولی در فلورانس به تشکیل یک ارتش ملی دست زد که مسئولیت آموزش این ارتش را بر عهده گرفت. اما دیری نپایید که این ارتش ملی که ماکیاولی برای تربیت آن زحمت کشیده بود از هم پاشید و ماکیاولی از کار برکنار گردید و تا سال ۱۵۲۷ در گوشه ای زندگی کرد و ماکیاولی دیگری شد. بعد از این بود که ماکیاولی فرصت نوشتن آثار خود را به دست آورد و شارل بنوا دربارهٔ پایان زندگی سیاسی ماکیاولی و آغاز زندگی دیگر او نوشت:
همه چیز از دست رفت، اما همه چیز به دست آمد. ماکیاولی مقام خود را از دست داد، ولی ما ماکیاولی را به دست آوردیم.

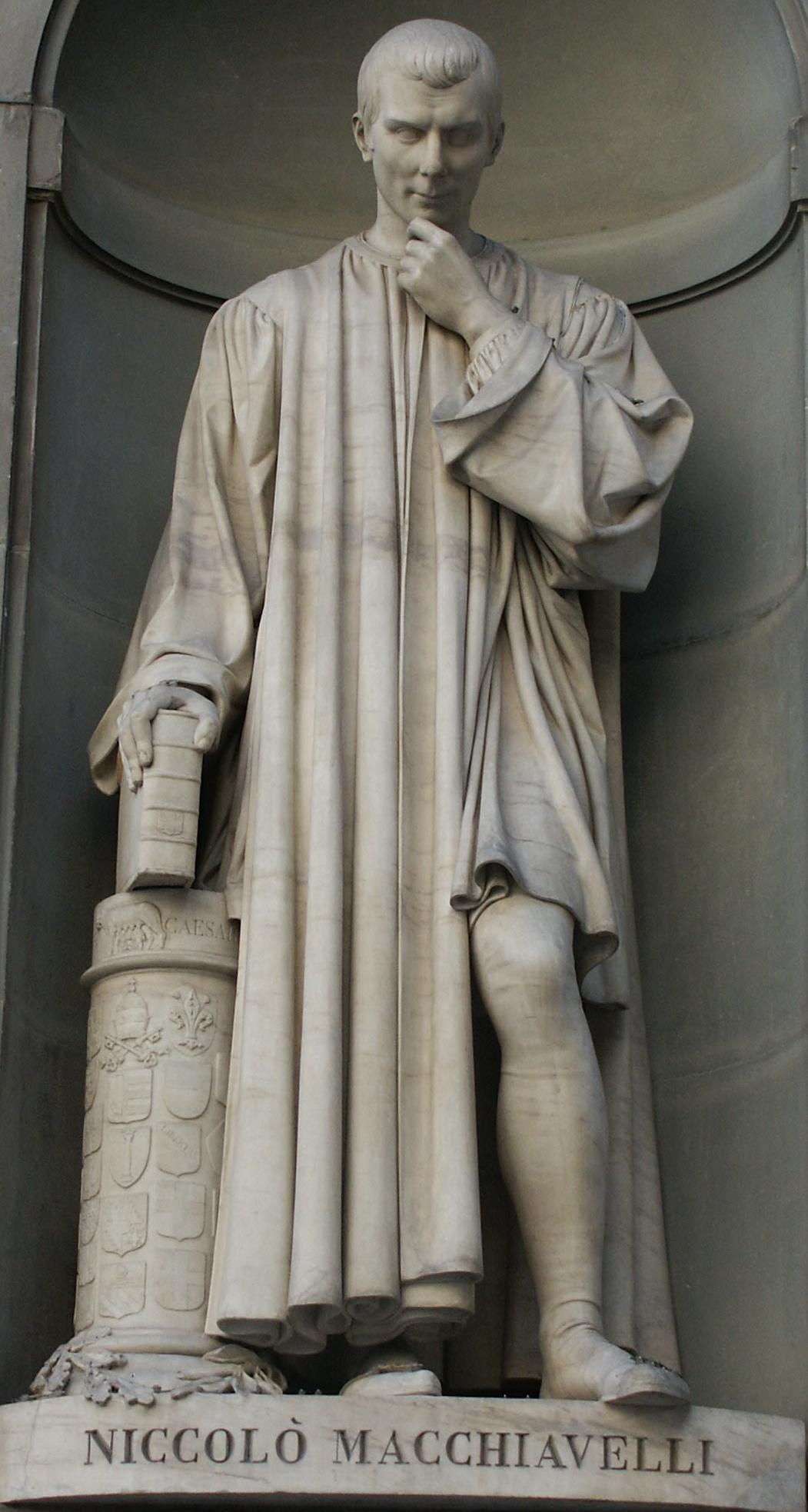
ماکیاولی

اندیشه سیاسی ماکیاولی، در دو کتاب شهریار و گفتارها نمود زیادی دارند؛ شهریار بیشتر از دیگر نوشته‌ها شناخته شده و خلاصه‌تر از گفتارها است.

## روش ماکیاولی
رهیافت ماکیاولی به مسائل سیاسی به‌کل واقع بینانه و این‌جهانی بود. او به اوضاع و احوال سیاسی زمان خود و به خود انسان و مسائل او توجه کرد. او به دین و کلیسا اهمیت داد، اما تا آن اندازه که به وحدت غیردینی جامعه مربوط باشد:
در بخش یازدهم شهریار به تأثیر معتقدات و عادات دینی در همبستگی اجتماعی و ثبات سیاسی اذعان کرد.
در گفتارها نوشت:
پاس حرمت نهادهای الهی، مایه عظمت کشورهاست.
بنابراین روش، ماکیاولی ضمن توجه به دین و کلیسا، رهیافت‌های مبتنی بر کتاب مقدس و کلامی را که متفکران سده‌های میانه در حوزه علم و سیاست عرضه کرده بودند، به‌کل کنار گذاشت.
به عقیده ماکیاولی روش درست بررسی علم سیاست، روش تاریخی است؛ بنابراین او به تاریخ رو آورد. اما با توجه به نظر برخی افراد همچون ساباین:
او تاریخ را درست برای توضیح یا تأیید نتیجه‌ای به کار برد که بدون رجوع به آن با مشاهده خود به ان نتیجه رسیده بود.
و نیز دانینگ:
روش ماکیاولی بیشتر در ظاهر تاریخی است تا به واقع. سرچشمه واقعی تفکر او توجهی است که به انسان و وضع حال زمان خود دارد.
می‌توان گفت که رهیافت ماکیاولی به مسائل سیاسی به‌کل تاریخی نیست و در واقع رهیافتی است که بر تجربه گرایی شخصی مبتنی است که با روح تاریخ آمیخته شده است. آنچه را که باید به عنوان محرک اصلی در بیان اندیشه سیاسی ماکیاولی در نظر گرفت، توجه او به سرنوشت آینده کشورش می‌باشد. همیشه در این اندیشه بود که چگونه می‌توان یک نظم فراگیر را بر ایتالیا حاکم کرد، و چگونه می‌توان به یک دولت دائمی و قوی و متمرکز دست یافت.
ماکیاولی سیاستمداری واقع بین و اهل عمل بود و با همین خصلت و صفت نیز در فصل پانزدهم در شهریار نوشت:
بر آنم که به جای خیال پردازی می‌باید به واقعیت روی کرد. بسیاری کسان دربارهٔ جمهوری‌ها و پادشاهی‌ها خیال پردازی کرده‌اند که هرگز در کار نبوده‌اند.
می‌توان دریافت فلسفه سیاسی ماکیاولی «نو» به نظر می‌رسد، بدان سبب که ماکیاولی نظریه سیاسی را از قالب و محتوای مدرس گرایی هزار ساله بیرون آورد و از آن مستقل کرد. دست یافتن به چنین استقلالی برای نظریه سیاسی در ایتالیا امکان‌پذیر بود، زیرا در اینجا بیش از هرجای دیگر اروپا روشنفکران از مدرس گرایی آزادتر شده بودند. کلیسای ایتالیا چنان عمیق در سیاست‌های محلی گرفتار شده بود که دیگر نمی‌توانست تفکر فلسفی را مهار کند یا حتی به مسائل روحانی توجه زیادی کند. این و دیگر اوضاع و احوال اجتماعی، ماکیاولی را نخستین نظریه‌پرداز سیاسی عصر جدید کرد.
از دیدگاه ماکیاولی، آنچه نباید در سیاست مورد توجه قرار گیرد اخلاقیات است، یا این که امور «چگونه باید باشند». باید امور را آن گونه که «هستند» مورد توجه قرار داد؛ بنابراین، شهریار از سنت آنچه «اندرزنامه» خوانده می‌شد، که عبارت بود از توصیه‌هایی دلنشین و پرهیزکارانه به فرمانروایان، دوری گزید.

## دیدگاه‌های سیاسی ماکیاولی

### سیاست از دیدگاه ماکیاولی
از زمان ماکیاولی به بعد است که مسئله «قدرت سیاسی» به خودی خود مطرح می‌شود، بی آنکه ضرورت مداخله قدرت دیگری مانند قدرت دستگاه پاپ برای تأیید قدرت سیاسی و پشتیبانی از آن لازم آید.
با مرگ ماکیاولی یکی از چهره‌های بزرگ تفکر سیاسی جدید از میان رفت. اما از عشق وی به سیاست متخصصان جدید فن سیاست زاده می‌شوند. منظور او از «جامعه سیاسی» فضایی است که افراد در مقام شهروند و به اتفاق یکدیگر در سازماندهی آن شرکت می‌کنند. به عقیده او، فعالیت سیاسی، عبارت است از سازمان دادن به مجموعه پیکر جامعه از راه اداره دولت. فکر جدا کردن جامعه مدنی از دولت، از همین‌جا پدید می‌آید. ماکیاولی با تفکر دوباره دربارهٔ سیاست، هر چهار چوب نظری ای را که معتقد به تداوم حیات نهادهای برهم زننده نظم سیاسی هستند، مورد سؤال قرار می‌دهد.
به عقیده وی: «شک و تردید می‌تواند در همه ساختارهای وحدت گرا راه یابد». این نظریه قاطعی است که به خودی خود برای روشن ساختن موضع ماکیاولی در میان متفکران بزرگ سیاسی کافی است. تفکر ماکیاولی نه سازش گراست و نه انقلابی؛ و مخاطبان وی، به‌خصوص، نه دیکتاتورها و و نه شورشیان هستند. بررسی افکار سیاسی ماکیاولی به عنوان معیاری برای درک سرنوشت سیاسی افراد ضروری است.

### دولت از نظر ماکیاولی
ماکیاولی از اخلاق، مذهب و دستگاه پاپی رو گرداند، و به دولت، به عنوان موجودی مستقل، رو آورد. فرضیه ماکیاولی این بود که هدف مهم دولت پایداری و قدرتمند بودن است. از دیدگاه او، وجود دولت و دستیابی ان به قدرت خود هدف به‌شمار می‌رفت. مصلحت دولت از همه چیز برتر است. این بالاترین خیری است که ماکیاولی دست به دامان آن می‌شود، و از آن هیچ گریزی نیست. «روان‌شناسی جنگ» بر تمام اندیشه ماکیاولی حکمفرماست. همان گونه که ماکیاولی گفته است:
هر گاه برای نجات کشور تصمیم‌گیری قطعی لازم باشد، نباید بگذاریم ملاحظاتی در زمینه دادگری، انسان‌دوستی یا ستمکاری، یا حتی سرفرازی و سرافکندگی به میان آید.
وی معتقد بود که دولت تنها موجود قانونی است که مستحق قانون گذاری و اجرای قانون است؛ و به استناد همین قانون رابطه خود با فرد را هماهنگ و تنظیم می‌کند. به نظر او دولت موفق، دولتی است که فکر کند بر جنگلی حاکم است که هر کس از زور و حیله بیشتری برخوردار باشد پیروز می‌شود. از نظر وی دولت میل به گسترش و توسعه طلبی دارد، بنابراین برای رسیدن به هدف نمی‌تواند متعهد به اخلاق، دین، انسانیت و قوانین بین‌المللی باشد.
ماکیاولی مسئله تأسیس دولت را به دو گونه طرح می‌کند: هم از لحاظ مفهوم «قلمرو شهریاری» و هم از لحاظ «قلمرو جمهوری». او می‌کوشد تا اشکال مختلف اعمال قدرت را روشن سازد و برای هر مسئله ای راه حلی پیشنهاد کند؛ ولی در این هر دو مورد، اساس نظریه سیاسی وی بر بدبینی او نسبت به به انسانها استوار است. به نظر ماکیاولی، انسانها بالطبع پلیدند و به همین سبب نیاز به نظام‌های سیاسی هماهنگ و با ثبات دارند تا بتوانند به صورت اجتماعی زندگی کنند.
ماکیاولی در فصل‌های ۱۲ تا ۱۴ شهریار دربارهٔ کاربرد قدرت نظامی بحث می‌کند. او گفت گذشته از روش فرمانروا برای کسب قدرت و گذشته از نوع نظام حکومتی به وجود آمده، دو چیز برای حفظ قدرت دولت لازم است: قوانین خوب، و ارتش خوب. او نوشت:
پایه‌های اصلی همه دولت‌ها، جدید باشند یا قدیمی یا ترکیبی از ان دو، قوانین خوب و ارتش خوب است؛ و تأکید کرد بی سلاح خوب، قانون خوب نمی‌تواند وجود داشته باشد. اما پایه نیروی نظامی توانا چیست؟ این موضوع که به صورت وسواس فکری او درآمده بود: نیروی نظامی باید از شهروند ـ سربازان تشکیل شوند «تنها سپاه خوب، سپاه ملی است.»
کشور و دولت در نظر ماکیاولی یک پدیده طبیعی است، هستی آن از کشاکش نیروهای طبیعی برمی‌خیزد و بقایش نیز وابسته به آن نیروهاست، و زمامدار اگر بخواهد حیات خود و کشورش را در میدان رقابت‌ها حفظ کند، از شناسایی و استفاده آن نیروها گریزی ندارد.

### حکومت از نظر ماکیاولی
طبقه‌بندی او از حکومت همان طبقه‌بندی کلاسیک ارسطو است: مونارشی، آریستوکراسی، دموکراسی (سه شکل خوب) و تیرانی، الیگارشی، آنارشی (سه شکل فاسد) و به این نتیجه رسید که شکل مختلط حکومت بهترین و مناسب‌ترین حکومت است اما در این باره به تفصیل بحث نکرد. او در کتاب گفتارهایی در باب ده کتاب نخست تیتوس لیویوس می‌گوید:
«بعضی از کسانی که دربارهٔ سیاست مطالبی نوشته‌اند به وجود سه نوع حکومت قائلند: حکومت یک تن (مونارشی)، حکومت اشراف (آریستوکراسی) و حکومت مردم (دموکراسی)، و معتقدند کسی که می‌خواهد شهری را بنیاد نهد باید یکی از آن اشکال را، که مناسب‌تر از همه می‌داند، انتخاب کند. عده‌ای دیگر از نویسندگان، که خردمندتر از گروه نخستند، برآنند که شش نوع حکومت وجود دارد که سه تا از آن‌ها بسیار بدند و سه تای دیگر ذاتاً نیکند اما چنان در معرض انحطاطند که ممکن است مطلقاً مایهٔ بدبختی شوند. انواع خوب حکومت همان سه نوعی است که برشمردم، و انواع بد حکومت‌هایی هستند که در نتیجهٔ انحطاط انواع خوب پدید می‌آیند و هر یک از آن‌ها به نوع اصلی خود به‌قدری شبیه است که انتقال از یکی به دیگری به‌آسانی صورت می‌پذیرد: مونارشی به‌سهولت به حکومت تیرانی مبدل می‌گردد و آریستوکراسی به الیگارشی و دموکراسی به آنارشی. پس اگر بنیادگذار شهر یکی از آن سه نوع خوب را انتخاب کند، آن نوع تنها زمانی کوتاه برقرار می‌ماند و هیچ وسیله‌ای برای ممانعت از تبدیل آن به ضد خود وجود ندارد، زیرا که در این مورد نوع خوب و بد بسیار شبیه همند.»— نیکولو ماکیاولی، گفتارهایی در باب ده کتاب نخست تیتوس لیویوس، ترجمهٔ محمد حسن لطفی، انتشارات خوارزمی. کتاب نخست، فصل دوم
او می‌گوید که با توجه بدین معایب قانونگذاران خردمند هیچ‌یک از اشکال خوب را به‌تنهایی نپذیرفته‌اند و شکلی مختلط از هر سه نوع را برگزیده و فقط این شکل مختلط را استوار و دوام‌پذیر دانسته‌اند، زیرا که در چنین حکومتی شهریار و اشراف و تودهٔ مردم ناظر رفتار یکدیگرند و اختیارات همدیگر را محدود می‌کنند. او بهترین نمونهٔ نظام سیاسی را نظامی می‌داند که لیکورگوس در اسپارت برقرار ساخت؛ حکومت جمهوری روم نیز به‌سبب اینکه دارای دو کنسول (نماد مونارشی)، یک مجلس سنا (نماد آریستوکراسی) و تریبون‌های مردمی (نماد دموکراسی) بود، مخلوطی از سه شکل خوب حکومت بود و، در نتیجه، نظام سیاسی کاملی داشت. پس ماکیاولی پیش‌تر از مونتسکیو گرایش شدیدش را به حکومت مختلط نشان داده بود. او چنین می‌اندیشید که امکان حفظ تعادل در حکومت مختلط بیشتر است، و بنابراین چنین حکومتی بهتر می‌تواند مانع از آن شود که نارسایی‌های ذاتی هر یک از شکل‌های خالص حکومت سبب سرنگونی کشور شود.
ماکیاولی کتاب شهریار را با بحث دربارهٔ انواع حکومت شهریاری آغار می‌کند و آن را دارای دو نوع کلی می‌داند، یکی شهریاری موروثی و دیگر شهریاری نوبنیاد. مسئله شهریاری موروثی خیلی کوتاه بررسی شده است، زیرا ماکیاولی به وضع و حال سیاسی ایتالیا توجه داشت و از نظر او آشکار بود که شهریاری موروثی نخواهد توانست نیاز ایتالیای فرمانروا را برآورد. اما مشکل اصلی به شهریاری نوبنیاد مربوط است که هم به دست آوردن و هم نگاه داشتن آنها دشوار است. برقراری تسلط کامل برای فرمانروای شهریاری نوبنیاد دشوار است. ماکیاولی از فصل‌های ۱۵ تا ۱۸، اندرزهایی به شهریاران داد که موجب بدنامی او طی سده‌ها شد. او می‌گفت: «شهریاری که بخواهد شهریاری را از کف ندهد، باید شنیده‌های خوب نبودن را بیاموزد و هر جا که نیاز باشد، به کار بندد.»
«شهریار باید پیوسته در نظر داشته باشد که بزرگ‌ترین مسئولیت او حفظ یگانگی و یکپارچگی دولت است.» ماکیاولی گفت: «فرمانروایان ترجیح می‌دهند مردم هم آنها را دوست داشته باشند و هم از آنها بترسند. از این دو، ترس اهمیت بیشتری دارد و بهتر آن است آنها بیشتر بترسند تا بیشتر دوست بدارند.» معتقد بود:
 بسیار خوب است که فرمانروا طبق قانون عمل کند و [درست پیمان باشد و در زندان راست روش و بی نیرنگ باشد] اما هرگاه مجبور شد که مانند یک جانور عمل کند باید حیله‌گری روباه را با دلیری شیر درآمیزد.

## دین از نظر ماکیاولی
ماکیاولی به نقش اجتماعی مذهب توجه خاصی دارد و آن را عامل یکپارچگی نظم سیاسی می‌داند. او در کتاب گفتارهایی در باب ده کتاب نخست تیتوس لیویوس چنین می‌نویسد:
هر دولتی که در آن ترس از خداوند وجود نداشته باشد محکوم به فناست.
ماکیاولی معتقد است که دین از هر وسیلهٔ دیگری در ایجاد وحدت و تأمین اطاعت برای حاکم بهتر است؛ پس حاکم باید خود را دینی جلوه دهد. اما دین نبایستی در کنار یا در مقابل حکومت باشد، بلکه باید در درون حکومت و تابع آن باشد. او به شهریاران و رؤسای جمهوری‌ها توصیه می‌کند که از بنیان‌های مذهبی پاسداری کنند، زیرا این کار سبب خواهد شد که آنان نیک و متحد بمانند.

### دین روم باستان
او تأثیر نوما پمپیلیوس در شکل‌دهی به جامعهٔ روم را بیشتر از آنِ رومولوس می‌داند و عقیده دارد که دین رومیان نقشی اساسی در انضباط سپاه و اتحاد مردم و تقویت نیکان و شرمنده کردن بدکاران داشته است. از دید ماکیاولی، نوما دین را ضروری‌ترین ستون تمدن می‌دانست، و پایه‌های دین را در روم چنان استوار ساخت که تا اواخر جمهوری روم خداپرستی در هیچ کشوری به‌اندازهٔ روم پایدار نبود. از دید او، دینی که نوما در روم رایج ساخت یکی از مهم‌ترین علل آبادی و رفاه آن کشور بود.

### مسیحیت
علت انتقاد ماکیاولی از اخلاق مسیحی این است که، به‌نظر وی، این اخلاق موجب می‌شود افراد به مسئولیت‌های اجتماعی خود بی‌اعتنا گردند، و گرنه او اصولاً با اخلاقیات مخالف نیست، و انتقاد وی از اخلاق مسیحی کوششی است برای اینکه مفهوم بشردوستی را جانشین مفهوم کناره‌جویی کند، زیرا سیاستمدار نمی‌تواند با کناره‌گیری از زندگی سیاسی به تأسیس دولت و ایجاد قوانین توفیق یابد. غیرممکن است که با مطرود شمردن امور انسانی و این‌جهانی به سیاست پرداخت.
فردی چون ماکیاولی که زاده عصر رنسانس است، تمام ارزش‌ها ی قرون وسطایی یک نظام اخلاقی مطلق را که به خواست خدا به وجود آمده و برای رسیدن به «بهترین» زندگی تجویز شده است، انکار می‌کند.
منظور ماکیاولی از «فضیلت» همان مفهومی است که دست پرورده‌های آیین مسیحیت از آن توقع دارند، یعنی: شجاعت، شرافت، اطاعت از قانون و جز اینها که همان فضایل عهد باستان است که کلیسای مسیحی نیز آنها را به ارث برده، و همراه فضایل به اصطلاح «الهی» از قبیل ایمان، امید و عشق قسمتی از تعالیم اصلی مسیحیت را تشکیل داده است.
از سوی دیگر هنگامی که ماکیاولی این نظر را پذیرا می‌شود که قدرت در نفس خود غایت است، تصور کلی او از فضیلت دگرگون می‌شود؛ و در این حال ان اعمالی را فضیلت مندانه می‌شمارد که شهریار را برای حفظ قدرت خود توانا می‌سازد.
با ماکیاولی اندیشهٔ سیاسی وارد مرحلهٔ سکولاریسم می‌شود. ماکیاولی اصولاً با دولت لائیک مخالف بود، و می‌خواست دولت هماهنگ با دین عمل کند، زیرا اعتقاد داشت دین موثرترین وسیله برای اِعمال قدرت سیاسی و بهترین عنصر برای پیوستگی و اتحاد ملی است.

## انسان و مردم از نظر ماکیاولی
ماکیاول معتقد است که انسان موجودی شریر، خبیث و فزون طلب است. فقط دولت قدرتمند با دو نوع حربه می‌تواند توسعه طلبی او را کنترل کند. این دو نوع حربه یکی قانون است یکی زور. با این‌حال، او در مقام مقایسهٔ مردم با شهریاران می‌گوید: «اگر کارهای شرم‌آور و افتخارآمیز شهریاران و مردم را باهم مقایسه کنیم، خواهیم دید که مردم از آنان بسی برترند: اگر شهریاران تنها به‌علت وضع قوانین، تأسیس دولت و ایجاد شکل جدیدی از حکومت خود را برتر می‌شمارند، مردم از آنان بسیار برترند، زیرا نظم مستقر را حفظ می‌کنند و به افتخارات قانونگذاران خود می‌افزایند.»
ملتی که نظام سیاسی خوبی دارد اگر مهار حکومت بر خویشتن را به‌دست داشته باشد مانند یک پادشاه، و حتی بهتر از شاهی خردمند، پایدار و خردمند و سپاسگزار می‌شود، و شاهی که پایبند قوانین نباشد بی‌تردید ناسپاس‌تر و هوسبازتر و بی‌خردتر از تودهٔ مردم است. از دید او ملت‌ها کمتر از شاهان ناسپاسند و در خردمندی و پایداری و داوری درست برتر از شاهانند. بی‌سبب نیست که می‌گویند صدای مردم صدای خداست. به‌ندرت اتفاق می‌افتد که مردم وقتی که گفتار دو سخنور ماهر را از دو حزب مختلف می‌شنوند، حقیقت را درنیابند و به پیشنهاد بهتر رأی ندهند. و اگر مردم گاهی اشتباه می‌کنند و به پیشنهادی که فقط در ظاهر سودمندتر می‌نماید گرایش می‌یابند، فرمانروایان خودکامه بیشتر از تودهٔ مردم در دام اشتباه می‌افتند، چون هوس‌های ایشان بیش از هوس‌های مردمان است. تشخیص مردمان در انتخاب اشخاص برای مقامات دولتی بهتر از تشخیص فرمانروایان خودکامه است. چنان‌که هیچگاه نمی‌توان مردم را قانع ساخت که انتصاب مردی فرومایه و فاسد به مقامی عالی اقدام سودمندی است، ولی برای قانع ساختن فرمانروای خودکامه بدان کار هزار راه وجود دارد. اگر فرمانروایی پایبند قانون را با ملتی پایبند قانون مقایسه کنیم، خواهیم دید که ملت از سجایای بهتری برخوردار است؛ و اگر فرمانروایی خودکامه را با ملتی مقایسه کنیم که تابع قانون نیست، خواهیم دید که معایب ملت سبک‌تر و کوچک‌تر از معایب فرمانرواست؛ زیرا که مردی شریف و درستکار می‌تواند در برابر توده‌ای مهارگسیخته بایستد و سخن بگوید و ایشان را به راه راست بیاورد، ولی فرمانروای خودکامه سخن هیچ‌کس را نمی‌شنود و برای رام کردن او وسیله‌ای جز خنجر وجود ندارد؛ یعنی برای مداوای بیماریِ ملت سخن کافی است، ولی بیماری فرمانروا را جز با خنجر معالجه نمی‌توان کرد. سببِ تهمتِ بی‌جهتی که به تودهٔ مردم می‌زنند اینست که هرکسی می‌تواند از مردم بدگویی کند (حتی اگر زمام حکومت به‌دست ایشان باشد)، ولی بدگویی از شاه همیشه با هزار ترس و واهمه همراه است.

## جایگاه ماکیاولی
ماکیاولی موضوع دولت و قدرت را در چهارچوب جدیدی مطرح کرد و بنیاد اندیشه نوین سیاسی را پی ریزی نمود. وی فقط از منظر قدرت به سیاست نگریست و سیاست را از پرده ابهام آمیز اخلاق بیرون آورد و همچنین با نظر جدیدی که در مورد دین و سیاست معرفی کرد زمینه سکولاریسم در اندیشه سیاسی را برای نخستین مطرح ساخت و نخستین دولت حاکم بر دین را مطرح کرد و تئوری جهانی بودن مسیحیت را از ارزش انداخت.
تصویری که در جریان بررسی گفتارهایی در باب ده کتاب نخست تیتوس لیویوس از ماکیاولی به‌دست می‌آید به‌کلی برخلاف تصویری است که هنگام مطالعهٔ سرسری شهریار روی می‌نماید؛ یعنی در گفتارها مردی را در برابر خود می‌یابیم که آزادی‌خواه به‌تمام معناست و آزادی را والاترین موهبت‌ها می‌داند و در باب آزادی می‌گوید: «در جامعه‌ای که حکومت استبدادی جای آزادی را می‌گیرد [...] آن جامعه دیگر پیشرفت نمی‌کند، نه ثروتش افزایش می‌یابد و نه قدرتش، و در بیشتر موارد جامعه در سراشیب زوال می‌افتد.» یا گفته «کسی که می‌خواهد برای کشوری قانون اساسی بنویسد وظیفهٔ اصلی‌اش اینست که همهٔ احتیاط‌های لازم را برای حفظ آزادی به‌عمل آورد.» یا «چقدر خطرناک است اگر دولتی جمهوری یا پادشاهی از طریق مجازات و اهانت پیاپیْ مردم شهر را در حال ترس و نگرانی دائم نگاه دارد! برای دولت رفتاری خطرناک‌تر از این نمی‌توان تصور کرد، زیرا آنجا که شهروندان احساس ناامنی کنند، برای مصون ماندن از خطر به‌هر وسیله‌ای دست می‌یایند [...] و از کوشش برای براندازی دولت نمی‌هراسند.» و در جایی می‌گوید که «آدمیان به‌سبب قانون خوب می‌شوند.» یا «به‌عقیدهٔ من بدترین سرمشقی که به جامعه می‌توان داد اینست که قانونی بنهند اما رعایتش نکنند؛ بدتر از آن اینست که خود قانون‌گذار قانون را بشکند.» همچنین او گفته بود «حکومت جمهوری بهترین نوع حکومت است.» و حکومت استبدادی را بدترین نوع حکومت دانسته است. او در همین کتاب دین را ضروری‌ترین ستون تمدن می‌داند و می‌گوید «جمهوری‌ها و کشورهای پادشاهی که می‌خواهند از فساد برکنار بمانند باید رسوم و آداب دینی را پاک نگاه دارند، زیرا بدترین نشانهٔ سقوط و تباهی یک کشور بی‌حرمتی به تشریفات دینی است.» یا «آنجایی که ایمان دینی هست به‌آسانی می‌توان سپاهی منظم به‌وجود آورد، ولی نگاهداری سپاهی بی‌دین سخت دشوار است.»
او الگوی خاصی در تدوین اندیشه سیاسی مدنظر ندارد و در ببان اندیش سیاسی خود را از نظر اجتماعی و روانی زندانی و اسیر فرهنگ رومی کرده بود. برخلاف اکثر اندیشمندان عصر رنسانس، ماکیاولی کمتر تحت تأثیر اندیشه‌های یونانی مخصوصاً تفکرات افلاطونی قرار گرفت.
ماکیاولی سیاستمداری کار آزموده، وارد به پیچ و خم سیاست و نیز یک انسان‌گرای رنسانسی بود؛ اعتقاد او به اومانیسم بیشتر موجب شد که سیاست را امری سکولار به‌شمار آورد نه مذهبی، و سرانجام او دانشمند بود و میل داشت به مطالب از دریچه تجربی و تحلیلی بنگرد. بر اساس دانش دریافته بود که «تمام امور بشری پیوسته در حال دگرگونی اند و هرگز سکون و قرار ندارند، دولت‌ها نیز طبیعتاً یا برپا می‌شوند یا به نیستی می‌گرایند» وی پدر نظریه سیاسی نو به‌شمار می‌رود.
از جمله ویژگی‌های برجسته اندیشه سیاسی او، موجبیت اقتصادی بود. مطرح کرد که انسان‌ها عمیقاً تحت تأثیر انگیزه‌های اقتصادی عمل می‌کنند. شاید مهم‌ترین ضعف فلسفه سیاسی ماکیاولی واقع گرایی مطلق و مفرط اوست. ماکیاولی نیروی اندیشه‌ها و آرمان‌ها را که می‌تواند زمین و زمان را تکان دهد، فراموش کرد یا نادیده گرفت.

## آثار
- گفتاری دربارهٔ پیزا: (به ایتالیایی: Discorso sopra le cose di Pisa) کتابی دربارهٔ تاریخ پیزا نوشته شده در سال ۱۴۹۹ است.[۶۰]
- شهریار: (به ایتالیایی: Il Principe) نام کتاب مشهور ماکیاولی است که متن اصلی ماکیاولیسم به‌شمار می‌رود. شهریار در سال ۱۵۱۳ میلادی به رشته تحریر درآمد ولی تا سال ۱۵۳۲ به چاپ نرسید. ماکیاولی «شهریار» را پس از نوشتن به لورنزوی مدیچی پیشکش کرد به امید این‌که شغلی به دست آورد.[۶۱]
- گفتارهایی در باب دَه کتاب نخستِ تیتوس لیویوس: (به ایتالیایی: Discorsi sopra la prima deca di Tito Livio) کتابی است که در سال ۱۵۱۷ نگاشته شد اما این کتاب در سال ۱۵۳۱ ٫ یعنی چهار سال پس از مرگ ماکیاولی برای نخستین بار با دریافت امتیازی ویژه از سوی پاپ منتشر گردید.[۶۲] این کتاب دربردارنده سه جلد است که روی هم رفته دارای ۱۴۲ فصل است و ماکیاولی در آن ــ چنان‌که از نام کتاب پیداست ــ به تحلیل و موشکافی دَه کتابِ نخستِ سری کتاب‌های از پیدایش روم، تألیف تیتوس لیویوس، می‌پردازد. ماکیاولی در این کتاب پیوسته شرح می‌دهد که مردم روم و دیگر جمعیت‌های باستانی نمونه‌های ممتاز برای مردم هم‌عصر خود می‌باشند. ماکیاولی این کتاب را به دو تن از دوستان خود، زانوبی بوندل‌مونتی و کوسیمو روچلای، تقدیم کرده است. در جلد نخست، ماکیاولی رویدادهایی را شرح می‌دهد که وقوع آنها سبب شکل‌گیری مقام کنسول در روم می‌شود. در جلد دوم ماکیاولی تصمیماتی را بازگو می‌کند که اتخاذ آنها سبب گسترش جمهوری روم شده است، و سرانجام در جلد سوم با بیان اقدامات بزرگان روم شرح می‌دهد که این اقدامات چگونه سبب درخشش این جمهوری در گذر تاریخ شده‌اند. کتاب گفتارهایی در باب ده کتاب نخست تیتوس لیویوس تا حدودی محروم از جنبه‌های عملی و واقعی است و بیشتر جنبه‌های ایدئالیستی و آرمانی دارد. این کتاب به همت محمد حسن لطفی با نام گفتارها به فارسی ترجمه شده است. ماکیاولی در این کتاب ساختارها و نهادهای سیاسی و قوانین مذهبی و قواعد جنگی و شخصیت بنیان‌گذاران و قانونگذاران جمهوری روم را تشریح می‌کند و از قانونگذاران عصر جدید می‌خواهد آثار سیاسی روم قدیم را مورد توجه قرار دهند تا بهتر بتوانند اصول دولت جدید را دریابند.[۶۳]

### گفتارها و شهریار
پژوهندگان زندگی و آثار ماکیاولی برآنند که درک کامل عقاید او بدون خواندن دو کتاب وی، گفتارهایی در باب ده کتاب نخست تیتوس لیویوس و شهریار، امکان‌پذیر نیست. می‌گویند که تفاوت عمدهٔ این دو کتاب در اینست که ماکیاولی در گفتارها «آنچه باید باشد» را و در شهریار «آنچه هست» را بیان می‌کند. گفتارها اصولی را بیان می‌کند که جمهوری‌ها باید سرمشق قرار دهند، شهریار با شاهزاده‌نشین‌ها (ایالاتی که یک دوک آنان را اداره می‌کند) سروکار دارد. با وجود مسلم بودن اهمیت کتاب گفتارها، شهرت این اثر نتوانسته است با شهرت جهانی کتاب شهریار برابری کند، و برای همین کتاب گفتارها کمتر مورد بررسی قرار گرفته است و هرجا نام «ماکیاولی» به‌میان می‌آید، کتاب شهریار به‌خاطر می‌آید. افزون بر این، گفتنی است که ماکیاولی کتاب شهریار را با شتابزدگی نوشته است ولی گفتارها را پس از سه سال کار منظم و جدی نوشته و کوشیده است تا در این کتاب به پرسش‌هایی که در کتاب شهریار مطرح کرده بود پاسخ بدهد. با این وصف، کتاب گفتارها در مرکز تعلیمات سیاسی ماکیاولی قرار دارد و شهریار در مرتبه‌ای پایین‌تر از کتاب گفتارهاست.
از مقایسهٔ این دو کتاب خواننده بدین نتیجه می‌رسد که ماکیاولی جمهوری‌خواهی مؤمن بوده و علاقه‌ای به استبداد نداشته و نوع مختلط حکومت سلطنتی و توده‌ای را بهترین نوع حکومت می‌دانسته و ایمان داشته که هیچ حکمرانی بدون پشتیبانی ملت خود در امان نیست. به‌عقیدهٔ وی باثبات‌ترین دولت‌ها آن‌هایی هستند که به‌دست شهریارانی اداره می‌شوند که محدودیت‌های قانون اساسی بر کارشان حکومت می‌کند. به‌نظر ماکیاولی قضاوت مردم صحیح است. حکومت کمال مطلوب او جمهوری روم باستان بود که در این کتاب مکرر از آن یاد می‌کند. پس چگونه بود که ماکیاولی، که حکومت جمهوری را برای هر ملت آزادی مافوق هرچیز می‌دانست، شهریار را نگاشت؟ پاسخ اینست که شهریار برای شرایط خاصی نوشته شده بود و بی‌گمان ماکیاولی تشخیص داده بود که تأسیس یک حکومت جمهوری موفق در ایتالیای قرن شانزدهمی غیرممکن است؛ یعنی شهریار تنها بدین خاطر نوشته شد که به‌کمک شخص مقتدری (شهریار) ملت ایتالیا را از وضع ناامیدانه و شرایط فاسد سیاسی‌اش نجات بخشد. در دوران ماکیاولی، ایتالیا دچار چنان بحران حادی شده بود که مهلت نداشت در انتخاب سلاحی که به‌وسیلهٔ آن خویشتن را نجات دهد سلیقه و خوش‌ذوقی به‌خرج دهد.

### زندگی‌نامه
- Baron, Hans (April 1961). "Machiavelli: The Republican Citizen and the Author of 'the Prince'". The English Historical Review. 76 (299): 217–253. Retrieved 12 October 2018.
- Burd, L. A. , "Florence (II): Machiavelli" in Cambridge Modern History (1902), vol. I, ch. vi. pp. 190–218 online Google edition
- Capponi, Niccolò. An Unlikely Prince: The Life and Times of Machiavelli (Da Capo Press; 2010) 334 pages
- Celenza, Christopher S. Machiavelli: A Portrait (Cambridge, Massachusetts: Harvard University Press, 2015) 240 pages. شابک ‎۹۷۸۰۶۷۴۴۱۶۱۲۳
- Godman, Peter (1998), From Poliziano to Machiavelli: Florentine Humanism in the High Renaissance, Princeton University Press
- de Grazia, Sebastian (1989), Machiavelli in Hell, highly favorable intellectual biography; won the Pulitzer Prize; excerpt and text search
- Hale, J. R. Machiavelli and Renaissance Italy (1961) online edition
- Hulliung, Mark. Citizen Machiavelli (1983)
- Oppenheimer, Paul. Machiavelli: a life beyond ideology (2011) London ; New York: Continuum. شابک ‎۹۷۸۱۸۴۷۲۵۲۲۱۰
- Ridolfi, Roberto. The Life of Niccolò Machiavelli (1963), a standard scholarly biography
- Schevill, Ferdinand. Six Historians (1956), pp. 61–91
- Skinner, Quentin. Machiavelli, in series, Past Masters. Oxford, Eng. : Oxford University Press, 1981. pp. vii, 102. شابک ‎۰−۱۹−۲۸۷۵۱۶−۷ pbk.
- Skinner, Quentin. Machiavelli: A Very Short Introduction (2000) online edition
- Unger, Miles J. 'Machiavelli: A Biography' (Simon & Schuster 2011) a lively, authoritative account of Machiavelli's life and work.
- Villari, Pasquale. The Life and Times of Niccolò Machiavelli (2 vol 1892) (Vol 1; Vol 2)
- Viroli, Maurizio (2000), Niccolò's Smile: A Biography of Machiavelli, Farrar, Straus & Giroux excerpt and text search
- Viroli, Maurizio. Machiavelli (1998) online edition, good place to start
- Vivanti, Corrado. Niccolò Machiavelli: An Intellectual Biography (Princeton University Press; 2013) 261 pages

### دیدگاه‌های سیاسی
- Anglo, Sydney, Machiavelli – The First Century: Studies in Enthusiasm, Hostility, and Irrelevance, Oxford University Press, 2005, شابک ‎۰−۱۹−۹۲۶۷۷۶−۶, شابک ‎۹۷۸−۰−۱۹−۹۲۶۷۷۶−۷
- Baron, Hans. The Crisis of the Early Italian Renaissance: Civic Humanism and Republican Liberty in an Age of Classicism and Tyranny (2 vol 1955), highly influential, deep study of civic humanism (republicanism); 700 pp. excerpts and text search; ACLS E-books; also vol 2 in ACLS E-books
- Baron, Hans. In Search of Florentine Civic Humanism (2 vols. 1988).
- Baron, Hans (1961), "Machiavelli: the Republican Citizen and Author of The Prince", English Historical Review, lxxvi (76): 217–53, doi:10.1093/ehr/LXXVI.CCXCIX.217. in JSTOR
- Bireley, Robert (1990), The Counter Reformation Prince
- Black, Robert (1999), "Machiavelli, servant of the Florentine republic",  in Bock, Gisela; Skinner, Quentin; Viroli, Maurizio (eds.), Machiavelli and Republicanism, Cambridge University Press
- Bock, Gisela; Skinner, Quentin; Viroli, Maurizio, eds. (1993). Machiavelli and Republicanism. Cambridge University Press. ISBN 978-0-521-43589-5.
- Chabod, Federico (1958). Machiavelli & the Renaissance online edition; online from ACLS E-Books
- Connell, William J. (2001), "Machiavelli on Growth as an End," in Anthony Grafton and J.H.M. Salmon, eds. , Historians and Ideologues: Essays in Honor of Donald R. Kelley, Rochester: University of Rochester Press, 259-277.
- Donskis, Leonidas, ed. (2011). Niccolò Machiavelli: History, Power, and Virtue. Rodopi, شابک ‎۹۷۸−۹۰−۴۲۰−۳۲۷۷−۴, E-شابک ‎۹۷۸−۹۰−۴۲۰−۳۲۷۸−۱
- Everdell, William R. "Niccolò Machiavelli: The Florentine Commune" in The End of Kings: A History of Republics and Republicans. Chicago: University of Chicago Press, 2000.
- Fischer, Markus (Autumn 1997). "Machiavelli's Political Psychology". The Review of Politics. 59 (4): 789–829. Retrieved 12 October 2018.
- Fischer, Markus (2000), Well-ordered License: On the Unity of Machiavelli's Thought, Lexington Book
- Guarini, Elena (1999), "Machiavelli and the crisis of the Italian republics",  in Bock, Gisela; Skinner, Quentin; Viroli, Maurizio (eds.), Machiavelli and Republicanism, Cambridge University Press
- Gilbert, Allan (1938), Machiavelli's Prince and Its Forerunners, Duke University Press
- Gilbert, Felix. Machiavelli and Guicciardini: Politics and History in Sixteenth-Century Italy (2nd ed. 1984) online from ACLS-E-books
- Gilbert, Felix. "Machiavelli: The Renaissance of the Art of War," in Edward Mead Earle, ed. The Makers of Modern Strategy (1944)
- Jensen, De Lamar, ed. Machiavelli: Cynic, Patriot, or Political Scientist? (1960) essays by scholars online edition
- Jurdjevic, Mark (2014). A Great and Wretched City: Promise and Failure in Machiavelli's Florentine Political Thought. Cambridge, Massachusetts: Harvard University Press. ISBN 978-0-674-72546-1.
- Kennington, Richard (2004), On Modern Origins, Lexington Books
- Mansfield, Harvey C. "Machiavelli's Political Science," The American Political Science Review, Vol. 75, No. 2 (Jun. , 1981), pp. 293–305 in JSTOR
- Mansfield, Harvey (1993), Taming the Prince, The Johns Hopkins University Press
- Mansfield, Harvey (1995), "Machiavelli and the Idea of Progress",  in Melzer; Weinberger; Zinman (eds.), History and the Idea of Progress, Cornell University Press
- Mansfield, Harvey C.  Machiavelli's Virtue (1996), 371 pp
- Mansfield, Harvey C. Machiavelli's New Modes and Orders: A Study of the Discourses on Livy (2001) excerpt and text search
- Roger Masters (1996), Machiavelli, Leonardo and the Science of Power, University of Notre Dame Press, ISBN 978-0-268-01433-9 See also NYT book review.
- Roger Masters (1998), Fortune is a River: Leonardo Da Vinci and Niccolò Machiavelli's Magnificent Dream to Change the Course of Florentine History, Simon & Schuster, ISBN 978-0-452-28090-8 Also available in Chinese (شابک ‎۹۷۸۹۵۷۲۰۲۶۱۱۳), Japanese (شابک ‎۹۷۸۴۰۲۲۵۹۷۵۸۸), German (شابک ‎۹۷۸۳۴۷۱۷۹۴۰۲۹), Portuguese (شابک ‎۹۷۸۸۵۷۱۱۰۴۹۶۹), and Korean (شابک ‎۹۷۸۸۹۸۴۰۷۰۰۵۹). See also NYT book review.
- Mattingly, Garrett (Autumn 1958), "Machiavelli's Prince: Political Science or Political Satire?", The American Scholar (27): 482–91.
- Najemy, John (1993), Between Friends: Discourses of Power and Desire in the Machiavelli-Vettori Letters of 1513–1515, Princeton University Press
- Najemy, John M. (1996), "Baron's Machiavelli and Renaissance Republicanism", American Historical Review, 101 (1): 119–29, doi:10.2307/2169227, JSTOR 2169227.
- Parel, A. J. (Spring 1991). "The Question of Machiavelli's Modernity". The Review of Politics. 53 (2): 320–339. Retrieved 12 October 2018.
- Parel, Anthony (1972), "Introduction: Machiavelli's Method and His Interpreters", The Political Calculus: Essays on Machiavelli's Philosophy, Toronto, pp. 3–28
- Parsons, William B. (2016), Machiavelli's Gospel, University of Rochester Press, ISBN 978-1-58046-491-8
- Pocock, J.G.A. (1975), The Machiavellian Moment: Florentine Political Thought and the Atlantic Republican Tradition, Princeton new ed. 2003, a highly influential study of Discourses and its vast influence; excerpt and text search; also online 1975 edition
- Pocock, J. G. A. "The Machiavellian Moment Revisited: a Study in History and Ideology. : Journal of Modern History 1981 53(1): 49–72. Fulltext: in Jstor.
- Rahe, Paul (1992), Republics Ancient and Modern: Classical Republicanism and the American Revolution online edition
- Rahe, Paul A. (2006), Machiavelli's Liberal Republican Legacy, Cambridge University Press, ISBN 978-0-521-85187-9 Excerpt, reviews and Text search shows Machiavelli's Discourses had a major impact on shaping conservative thought.
- Ruggiero, Guido. Machiavelli in Love: Sex, Self and Society in Renaissance Italy (2007)
- Schaefer, David (1990), The Political Philosophy of Montaigne, Cornell University Press.
- Scott, John T.; Sullivan, Vickie B. (1994). "Patricide and the Plot of the Prince: Cesare Borgia and Machiavelli's Italy". The American Political Science Review. 88 (4): 887–900. doi:10.2307/2082714. ISSN 0003-0554. Retrieved 12 October 2018.
- Skinner, Quentin. The Foundations of Modern Political Thought, v. I, The Renaissance, (1978)
- Soll, Jacob (2005), Publishing The Prince: History, Reading and the Birth of Political Criticism, University of Michigan Press
- Stanford Encyclopedia of Philosophy. Niccolò Machiavelli (2005) online edition
- Strauss, Leo (1987), "Niccolò Machiavelli",  in Strauss, Leo; Cropsey, Joseph (eds.), History of Political Philosophy (3rd ed.), University of Chicago Press
- Strauss, Leo (1958), Thoughts on Machiavelli, Chicago: University of Chicago Press, ISBN 978-0-226-77702-3
- Sullivan, Vickie B. , ed. (2000), The Comedy and Tragedy of Machiavelli: Essays on the Literary Works, Yale U. Press {{citation}}: |first= has generic name (help)
- Sullivan, Vickie B. (1996), Machiavelli's Three Romes: Religion, Human Liberty, and Politics Reformed, Northern Illinois University Press
- von Vacano, Diego, "The Art of Power: Machiavelli, Nietzsche and the Making of Aesthetic Political Theory," Lanham MD: Lexington: 2007.
- Thompson, C. Bradley (1995), "John Adams's Machiavellian Moment", The Review of Politics, 57 (3): 389–417, doi:10.1017/S0034670500019689. Also in (Rahe 2006).
- Whelan, Frederick G. (2004), Hume and Machiavelli: Political Realism and Liberal Thought, Lexington
- Martin Wight, Four Seminal Thinkers in International Theory: Machiavelli, Grotius, Kant and Mazzini ed. Gabriele Wight & Brian Porter (Oxford: Oxford University Press, 2005). http://ukcatalogue.oup.com/product/9780199273676.do

### مطالعات ایتالیایی
- Barbuto, Marcelo (2005), "Questa oblivione delle cose. Reflexiones sobre la cosmología de Maquiavelo (1469-1527)," Revista Daimon, 34, Universidad de Murcia, pp. 34–52.
- Barbuto, Marcelo (2008), "Discorsi, I, XII, 12–14. La Chiesa romana di fronte alla republica cristiana", Filosofia Politica, 1, Il Mulino, Bologna, pp. 99–116.
- Connell, William J. (2015), Machiavelli nel Rinascimento italiano, Milano, Franco Angeli.
- Giuseppe Leone, "Silone e Machiavelli. Una scuola...che non crea prìncipi", pref. di Vittoriano Esposito, Centro Studi Ignazio Silone, Pescina, 2003.
- Martelli, Mario (2004), "La Mandragola e il suo prologo", Interpres, XXIII, pp. 106–42.
- Martelli, Mario (2003), "Per la definizione della nozione di principe civile", Interpres, XXII.
- Martelli, Mario (2001), "I dettagli della filologia", Interpres XX, pp. 212–71.
- Martelli, Mario (1999a), "Note su Machiavelli", Interpres XVIII, pp. 91–145.
- Martelli, Mario (1999b), Saggio sul Principe, Salerno Editrice, Roma.
- Martelli, Mario (1999c), "Machiavelli e Savonarola: valutazione politica e valutazione religiosa", Girolamo Savonarola. L´uomo e il frate". Atti del xxxv Convegno storico internazionale (Todi, II-14 ottobre 1998), CISAM, Spoleto, pp. 139–53.
- Martelli, Mario (1998a), Machiavelli e gli storici antichi, osservazioni su alcuni luoghi dei discorsi sopra la prima deca di Tito Livio, Quaderni di Filologia e critica, 13, Salerno Editrice, Roma.
- Martelli, Mario (1998b), "Machiavelli politico amante poeta", Interpres XVII, pp. 211–56.
- Martelli, Mario (1998c), "Machiavelli e Savonarola", Savonarola. Democrazia, tirannide, profezia, a cura di G.C. Garfagnini, Florencia, Sismel-Edizioni del Galluzo, pp. 67–89.
- Martelli, Mario and Bausi, Francesco (1997), "Politica, storia e letteratura: Machiavelli e Guicciardini", Storia della letteratura italiana, E. Malato (ed.), vol. IV. Il primo Cinquecento, Salerno Editrice, Roma, pp. 251–320.
- Martelli, Mario (1985–1986), "Schede sulla cultura di Machiavelli", Interpres VI, pp. 283–330.
- Martelli, Mario (1982) "La logica provvidenzialistica e il capitolo XXVI del Principe", Interpres IV, pp. 262–384.
- Martelli, Mario (1974), "L´altro Niccolò di Bernardo Machiavelli", Rinascimento, XIV, pp. 39–100.
- Sasso, Gennaro (1993), Machiavelli: storia del suo pensiero politico, II vol. , Bologna, Il Mulino,
- Sasso, Gennaro (1987–1997) Machiavelli e gli antichi e altri saggi, 4 vols. , Milano, R. Ricciardi

### ویراستاری شده‌ها

#### مجموعه‌ها
- Gilbert, Allan H. ed. Machiavelli: The Chief Works and Others, (3 vol. 1965), the standard scholarly edition
- Bondanella, Peter, and Mark Musa, eds. The Portable Machiavelli (1979)
- Penman, Bruce. The Prince and Other Political Writings, (1981)
- Wootton, David, ed. (1994), Selected political writings of Niccolò Machiavelli, Indianapolis: Hackett Pubs. {{citation}}: |first= has generic name (help) excerpt and text search

#### شهریار
- Machiavelli, Niccolò (2016), The Prince with Related Documents (Second ed.), Boston: Bedford/St. Martin's, ISBN 978-1-319-04892-1. Translated by William J. Connell
- Machiavelli, Niccolò (2015), The Prince, US: Adagio Press, ISBN 978-0-9967677-0-5. Edited by W. Garner. Translated by Luigi Ricci. Excerpt and text search
- Machiavelli, Niccolò (1961), The Prince, London: Penguin, ISBN 978-0-14-044915-0. Translated by George Bull
- Machiavelli, Niccolò (2006), El Principe/The Prince: Comentado Por Napoleon Bonaparte / Commentaries by Napoleon Buonaparte, Mestas Ediciones. Translated into Spanish by Marina Massa-Carrara
- Machiavelli, Niccolò (1985), The Prince, University of Chicago Press. Translated by Harvey Mansfield
- Machiavelli, Niccolò (1995), The Prince, Everyman. Translated and Edited by Stephen J. Milner. Introduction, Notes and other critical apparatus by J.M. Dent.
- The Prince ed. by Peter Bondanella (1998) 101 pp online edition
- The Prince ed. by Rufus Goodwin and Benjamin Martinez (2003) excerpt and text search
- The Prince (2007) excerpt and text search
- Machiavelli, Niccolò. The Prince, (1908 edition tr by W. K. Marriott) Gutenberg edition
- Marriott, W. K. (2008), The Prince, Red and Black Publishers شابک ‎۹۷۸−۱−۹۳۴۹۴۱−۰۰−۳
- Il principe (2006) ed. by Mario Martelli and Nicoletta Marcelli, Edizione Nazionale delle Opere di Niccolò Machiavelli, Salerno Editrice, Roma.

#### گفتارهای ماکیاولی
- Discorsi sopra la prima deca di Tito Livio (2001), ed. by Francesco Bausi, Edizione Nazionale delle Opere di Niccolò Machiavelli, II vol. Salerno Editrice, Roma.
- The Discourses, online 1772 edition
- The Discourses, tr. with introduction and notes by L. J. Walker (2 vol 1950).
- Machiavelli, Niccolò (1531). The Discourses. Translated by Leslie J. Walker, S.J, revisions by Brian Richardson (2003). London: Penguin Books. شابک ‎۰−۱۴−۰۴۴۴۲۸−۹
- The Discourses, edited with an introduction by Bernard Crick (1970).

#### هنر جنگ
- The Seven Books on the Art of War online 1772 edition
- The Art of War, University of Chicago Press, edited with new translation and commentary by Christopher Lynch (2003)
- The Art of War online 1775 edition
- The Art of War, Niccolò Machiavelli. Da Capo press edition, 2001, with introduction by Neal Wood.

#### تاریخ فلورانس
- History of Florence online 1901 edition
- Reform of Florence online 1772 edition
- Machiavelli, Niccolò (1988), Florentine Histories, Princeton University Press. Translation by Laura F Banfield and Harvey Mansfield.

#### مکاتبات
- Epistolario privado. Las cartas que nos desvelan el pensamiento y la personalidad de uno de los intelectuales más importantes del Renacimiento, Juan Manuel Forte (edición y traducción), Madrid, La Esfera de los Libros, 2007, 435 págs, شابک ‎۹۷۸−۸۴−۹۷۳۴−۶۶۱−۰
- The Private Correspondence of Niccolò Machiavelli, ed. by Orestes Ferrara; (1929) online edition
- Machiavelli, Niccolò (1996), Machiavelli and his friends: Their personal correspondence, Northern Illinois University Press. Translated and edited by James B. Atkinson and David Sices.
- Also see (Najemy 1993).

#### شعر و کمدی
- Machiavelli, Niccolò (1985), Comedies of Machiavelli, University Press of New England Bilingual edition of The Woman from Andros, The Mandrake, and Clizia, edited by David Sices and James B. Atkinson.
- Hoeges, Dirk. Niccolò Machiavelli. Dichter-Poeta. Mit sämtlichen Gedichten, deutsch/italienisch. Con tutte le poesie, tedesco/italiano, Reihe: Dialoghi/Dialogues: Literatur und Kultur Italiens und Frankreichs, Band 10, Peter Lang Verlag, Frankfurt/M. u.a. 2006, شابک ‎۳−۶۳۱−۵۴۶۶۹−۶.